# Gjendebu

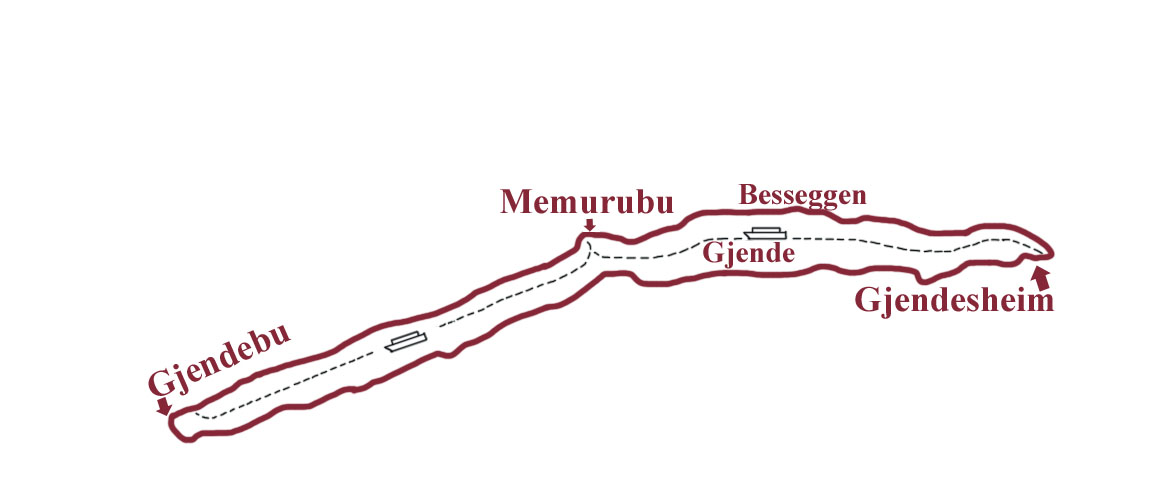
Een overzicht van het meer Gjende met de locaties van de berghutten Gjendebu, Memurubu en Gjendesheim.

Gjendebu is de oudste hut van de Den Norske Turistforening (DNT) in Noorwegen.
De hut ligt op circa 995 meter boven zeeniveau, ten westen van het meer Gjende, in het hooggebergte Jotunheimen. Er zijn verschillende wandelingen mogelijk. Ook is er de boot over het meer Gjende vanuit Gjendesheim. De hut is gebouwd in 1871 en was 45 m² met 12 bedden, tegenwoordig zijn er 119 bedden. In de omgeving zijn nog hutten in Gjendesheim, Memurubu, Fondsbu, Olavsbu, Leirvassbu en Spiterstulen.